# Йожеф Сендреї
Йожеф Сендреї (угор. József Szendrei, нар. 25 квітня 1954, Карцаг) — угорський футболіст, що грав на позиції воротаря.
Виступав, зокрема, за клуби «Уйпешт», «Малага» та «Кадіс», а також національну збірну Угорщини, у складі якої був учасником чемпіонату світу 1986 року.

## Клубна кар'єра
У дорослому футболі дебютував 1972 року виступами за нижчолігову команду «Сольнок», в якій виступав до 1980 року, за винятком 1974–1976 років, коли він проходив військову службу у клубі «Кошут» (Сентендре)
Протягом сезону 1980/81 років Сендреї захищав кольори клубу вищого дивізіону «Ньїредьгаза», після чого перейшов до «Уйпешта». Відіграв за клуб з Будапешта наступні шість сезонів своєї ігрової кар'єри і більшість часу, проведеного у складі «Уйпешта», був основним гравцем команди. У 1982 році він досяг свого першого успіху в кар'єрі, коли виграв Кубок Угорщини. Наступного року він з командою захистив титул, а в 1984 році вийшов до чвертьфіналу Кубка володарів кубків. У сезоні 1986/87 Сендреї втретє виграв кубок країни, а також став віце-чемпіоном Угорщини.
Влітку 1987 року уклав контракт з іспанською «Малагою», куди Йожефа запросив угорський тренер клубу Ладіслав Кубала. Сендреї був основним воротарем «анчоусів» і допоміг команді виграти Сегунду. Після цього влітку 1988 року угорця було обміняно на Педро Харо з «Кадіса». Там Сендреї дебютував у Прімері 12 березня 1989 року в гостьовому матчі проти «Реал Ов'єдо» (0:1) і загалом відіграв 4 сезони у вищому іспанському дивізіоні, але лише в останньому, 1991/92, був основним воротарем. Завершив професійну кар'єру футболіста виступами за команду «Кадіс» у 1992 році.

## Виступи за збірну
11 грудня 1985 року дебютував в офіційних іграх у складі національної збірної Угорщини в товариському матчі проти Алжиру (3:1).
У складі збірної був учасником чемпіонату світу 1986 року у Мексиці, на якому зіграв одну гру з Канадою (2:0), а угорці не вийшли з групи.
Загалом протягом кар'єри у національній команді, яка тривала 4 роки, провів у її формі 10 матчів.

## Титули і досягнення
- Володар Кубка Угорщини (3):

«Уйпешт»: 1981/82, 1982/83, 1986/87